# HR 4887
Désignations
HR 4887, également désignée HD 111904, est une étoile variable suspectée dans l'amas ouvert NGC 4755, également appelé l'amas de Kappa Crucis ou l'amas de la Boîte à Bijoux.

## Position

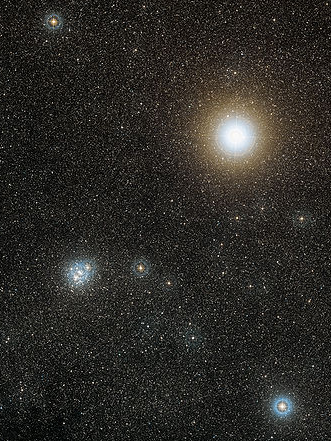
NGC 4755 au sud-est de β Crucis (Crédit : ESO, ESA/Hubble and Digitized Sky Survey 2. Acknowledgment : Davide De Martin)

HR 4887 est l'un des membres les plus brillants de l'amas ouvert NGC 4775, mieux connu sous le nom d'amas de la Boîte à Bijoux. Elle forme la pointe de l'astérisme bien visible en forme de lettre "A" au centre de l'amas. L'amas fait partie de la plus vaste association OB1 du Centaure et est situé à environ ∼ 8 500 a.l. (∼ 2 610 pc) de la Terre.
L'amas, et HR 4887 elle-même, sont situés juste au sud-est de β Crucis, l'étoile située côté gauche de la fameuse Croix du Sud.

## Propriétés
HR 4887 est une supergéante lumineuse de type B9 (classe de luminosité Ia). Elle est plus de 100 000 fois plus lumineuse que le Soleil, en partie à cause de sa température élevée de 12 680 K et en partie à cause de sa grande taille, 70 fois celle du Soleil. L'amas de κ Crucis a un âge calculé de 11,2 millions d'années et HR 4887 elle-même est estimée avoir 8 millions d'années.
En 1958, il a été noté que HR 4887 avait une magnitude apparente de 6,80, ce qui est notablement plus faible que sa magnitude moyenne de 5,77, et sur cette base elle fut introduite dans le New Catalogue of Suspected Variable Stars avec une plage de variation 5,70 - 6,80. Aucun autre observateur ne l'a mesurée au-delà de la magnitude 5,75, mais des mesures faites sur des variables connues de type B ont montré que HR 4887 est faiblement variable sur environ 1/10ème de magnitude. Il s'agit probablement d'une variable de type α Cygni.